# Dreiband-Europameisterschaft 1973

Logo CEB (ausrichtender Verband)

Die Dreiband-Europameisterschaft 1973 war das 31. Turnier in dieser Disziplin des Karambolagebillards und fand vom 22. bis 26. November 1972 in Crosne statt. Ursprünglich war die EM für Paris geplant. Sie wurde aber in dem kleinen Vorort von Paris durchgeführt.

## Geschichte
Aus gesundheitlichen Gründen sagten Raymond Ceulemans und Johann Scherz ihre Teilnahmen ab und es gab für diese Europameisterschaft keinen eindeutigen Favoriten. Beste Chancen wurden aber dem belgischen Allrounder Ludo Dielis eingeräumt, zumal er auch hinter Ceulemans und vor Arnold de Paepe den zweiten Platz bei der belgischen Meisterschaft belegt hatte. So kam es auch, dass die beiden Belgier ihre Vorrundengruppen gewannen. Da de Paepe in der Vorrunde aber schon eine Partie gegen den Franzosen Roland Dufetelle verloren hatte, sah alles nach einem Sieg von Ludo Dielis aus. In der Finalrunde erging es aber Dielis nicht anders als de Paepe und auch er verlor gegen den Franzosen. Somit gab es ein echtes Endspiel. In diesem konnte sich der Dritte der belgischen Meisterschaft überraschend klar mit 60:38 in 56 Aufnahmen durchsetzen. Damit ging zum zwölften Mal in Folge der Dreibandtitel nach Belgien. Für die Deutschen, Österreichischen und Schweizer Teilnehmer endete die Meisterschaft in der Platzierungsrunde.

## Modus
Gespielt wurde in zwei Vorrundengruppen „Jeder gegen Jeden“ bis 60 Punkte mit Nachstoß/Aufnahmegleichheit. Die Gruppen bestanden aus je sechs Spielern. Die ersten Vier jeder Gruppe kamen in die Endrunde. Die Plätze fünf und sechs jeder Gruppe kamen in die Platzierungsgruppe. Die Partiepunkte aus der Vorrunde wurden in die Finalrunde mitgenommen. Auch in diesen Gruppen spielte „Jeder gegen Jeden“ auf 60 Punkte mit Nachstoß/Aufnahmegleichheit.

## Vorrunden Gruppen
| MP    | Match Points (Sieger = 2; Unentschieden = 1; Verlierer = 0) |
| Pkte. | Erzielte Karambolagen                                       |
| Aufn. | Benötigte Versuche                                          |
| GD    | Generaldurchschnitt                                         |
| BED   | Bester Einzeldurchschnitt eines Spielers                    |
| HS    | Höchstserie                                                 |
|       | Bester GD des Turniers                                      |
|       | Bester ED des Turniers                                      |
|       | Beste HS des Turniers                                       |
|       | 1. Platz (Gold)                                             |
|       | 2. Platz (Silber)                                           |
|       | 3. Platz (Bronze)                                           |

| Abschlusstabelle Vorrunden-Gruppe A | Abschlusstabelle Vorrunden-Gruppe A | Abschlusstabelle Vorrunden-Gruppe A | Abschlusstabelle Vorrunden-Gruppe A | Abschlusstabelle Vorrunden-Gruppe A | Abschlusstabelle Vorrunden-Gruppe A | Abschlusstabelle Vorrunden-Gruppe A | Abschlusstabelle Vorrunden-Gruppe A |
| Platz                               | Name                                | MP                                  | Pkte.                               | Aufn.                               | GD                                  | BED                                 | HS                                  |
| ----------------------------------- | ----------------------------------- | ----------------------------------- | ----------------------------------- | ----------------------------------- | ----------------------------------- | ----------------------------------- | ----------------------------------- |
| 1                                   | Ludo Dielis                         | 10:0                                | 300                                 | 311                                 | 0,964                               | 1,111                               | 8                                   |
| 2                                   | Peter Thøgersen                     | 6:4                                 | 276                                 | 301                                 | 0,916                               | 1,052                               | 10                                  |
| 3                                   | Jan Doggen                          | 6:4                                 | 274                                 | 348                                 | 0,787                               | 1,250                               | 9                                   |
| 4                                   | Albert Lasserre                     | 6:4                                 | 268                                 | 341                                 | 0,785                               | 1,052                               | 8                                   |
| 5                                   | Wolfgang Anreitter                  | 2:8                                 | 247                                 | 349                                 | 0,708                               | 0,714                               | 7                                   |
| 6                                   | Ernst Rudolph                       | 0:10                                | 215                                 | 348                                 | 0,617                               | –                                   | 7                                   |
| Gruppendurchschnitt: 0,790          |                                     |                                     |                                     |                                     |                                     |                                     |                                     |

| Abschlusstabelle Vorrunden-Gruppe B | Abschlusstabelle Vorrunden-Gruppe B | Abschlusstabelle Vorrunden-Gruppe B | Abschlusstabelle Vorrunden-Gruppe B | Abschlusstabelle Vorrunden-Gruppe B | Abschlusstabelle Vorrunden-Gruppe B | Abschlusstabelle Vorrunden-Gruppe B | Abschlusstabelle Vorrunden-Gruppe B |
| Platz                               | Name                                | MP                                  | Pkte.                               | Aufn.                               | GD                                  | BED                                 | HS                                  |
| ----------------------------------- | ----------------------------------- | ----------------------------------- | ----------------------------------- | ----------------------------------- | ----------------------------------- | ----------------------------------- | ----------------------------------- |
| 1                                   | Arnold de Paepe                     | 8:2                                 | 297                                 | 346                                 | 0,858                               | 7                                   |                                     |
| 2                                   | Roland Dufetelle                    | 8:2                                 | 295                                 | 377                                 | 0,830                               | 1,071                               | 6                                   |
| 3                                   | Rini van Bracht                     | 6:4                                 | 289                                 | 335                                 | 0,862                               | 1,052                               | 10                                  |
| 4                                   | Claudio Nadal                       | 6:4                                 | 281                                 | 366                                 | 0,767                               | 0,882                               | 6                                   |
| 5                                   | Jacques Blanc                       | 2:8                                 | 262                                 | 409                                 | 0,640                               | 0,652                               | 5                                   |
| 6                                   | Victor Hugo Leal                    | 0:10                                | 244                                 | 387                                 | 0,630                               | –                                   | 5                                   |
| Gruppendurchschnitt: 0,796          |                                     |                                     |                                     |                                     |                                     |                                     |                                     |

## Platzierungs Gruppen
| Platzierungsrunde | Platzierungsrunde  | Platzierungsrunde | Platzierungsrunde | Platzierungsrunde | Platzierungsrunde | Platzierungsrunde | Platzierungsrunde |
| Platz             | Name               | MP                | Pkte.             | Aufn.             | GD                | BED               | HS                |
| ----------------- | ------------------ | ----------------- | ----------------- | ----------------- | ----------------- | ----------------- | ----------------- |
| 1                 | Wolfgang Anreitter | 4:0               | 120               | 160               | 0,750             | 0,895             | 7                 |
| 2                 | Ernst Rudolph      | 4:0               | 120               | 168               | 0,714             | 0,845             | 7                 |
| 3                 | Jacques Blanc      | 0:4               | 88                | 138               | 0,637             | –                 | 5                 |
| 4                 | Victor Hugo Leal   | 0:4               | 96                | 190               | 0,505             | –                 | 5                 |

| Endrunde | Endrunde         | Endrunde | Endrunde | Endrunde | Endrunde | Endrunde | Endrunde |
| Platz    | Name             | MP       | Pkte.    | Aufn.    | GD       | BED      | HS       |
| -------- | ---------------- | -------- | -------- | -------- | -------- | -------- | -------- |
| 1        | Arnold de Paepe  | 8:0      | 240      | 225      | 1,066    | 1,395    | 8        |
| 2        | Albert Lasserre  | 6:2      | 234      | 268      | 0,873    | 1,333    | 7        |
| 3        | Roland Dufetelle | 5:3      | 224      | 220      | 1,018    | 1,132    | 9        |
| 4        | Ludo Dielis      | 4:4      | 208      | 225      | 0,924    | 1,224    | 7        |
| 5        | Peter Thøgersen  | 4:4      | 209      | 247      | 0,846    | 0,845    | 8        |
| 6        | Rini van Bracht  | 2:6      | 182      | 248      | 0,733    | 0,923    | 5        |
| 7        | Claudio Nadal    | 2:6      | 187      | 283      | 0,660    | 1,000    | 5        |
| 8        | Jan Doggen       | 1:7      | 193      | 236      | 0,817    | 0,882    | 10       |

## Abschlusstabelle
| Endrunde                   | Endrunde           | Endrunde | Endrunde | Endrunde | Endrunde | Endrunde | Endrunde |
| Platz                      | Name               | MP       | Pkte.    | Aufn.    | GD       | BED      | HS       |
| -------------------------- | ------------------ | -------- | -------- | -------- | -------- | -------- | -------- |
| 1                          | Arnold de Paepe    | 16:2     | 537      | 571      | 0,940    | 1,395    | 8        |
| 2                          | Ludo Dielis        | 14:4     | 508      | 536      | 0,947    | 1,224    | 8        |
| 3                          | Roland Dufetelle   | 13:5     | 519      | 597      | 0,869    | 1,132    | 9        |
| 4                          | Albert Lasserre    | 12:6     | 502      | 609      | 0,824    | 1,333    | 8        |
| 5                          | Peter Thøgersen    | 10:8     | 485      | 548      | 0,885    | 1,052    | 10       |
| 6                          | Rini van Bracht    | 8:10     | 471      | 583      | 0,807    | 1,052    | 10       |
| 7                          | Claudio Nadal      | 8:10     | 468      | 649      | 0,721    | 1,000    | 6        |
| 8                          | Jan Doggen         | 7:11     | 467      | 584      | 0,799    | 1,250    | 10       |
| 9                          | Wolfgang Anreitter | 6:8      | 367      | 509      | 0,721    | 0,895    | 7        |
| 10                         | Ernst Rudolph      | 4:10     | 335      | 516      | 0,649    | 0,845    | 7        |
| 11                         | Jacques Blanc      | 2:12     | 350      | 547      | 0,639    | 0,652    | 5        |
| 12                         | Victor Hugo Leal   | 0:14     | 340      | 577      | 0,589    | –        | 5        |
| Turnierdurchschnitt: 0,783 |                    |          |          |          |          |          |          |